# Simon Dach
Simon Dach (n. 29 iulie 1605 - d. 15 aprilie 1658) a fost un poet german.
A scris Trandafirul brandenburgic ("Chur-Brandenburgische Rose") (1661).
A mai compus și cântece liturgice.